# Salvatorkolleg (Bad Wurzach)
Das Gymnasium Salvatorkolleg ist eine katholische Schule der Salvatorianer (Gesellschaft des Göttlichen Heilandes) in Trägerschaft des Ordensschulen Trägerverbunds gGmbH in Bad Wurzach im Landkreis Ravensburg in Baden-Württemberg.

## Geschichte
1924 wird im östlichen Teil des Schlosses Bad Wurzach eine Lateinschule gegründet. Das Schloss selbst wurde in den Jahren 1723 bis 1728 von Graf Ernst Jakob Truchsess von Waldburg-Zeil-Wurzach erbaut. Es war zwei Jahrhunderte lang die Residenz der Wurzacher Linie des Adelsgeschlechts.
Während der nationalsozialistischen Herrschaft in Deutschland verschlechterten sich die Beziehungen zwischen Konfessionsschulen und dem Staat. Die Unterrichtsverwaltung oblag nun dem württembergischen Kultusminister und SA-Obergruppenführer Christian Mergenthaler. Am 28. November 1937 wurde der Schule untersagt, weitere Schüler aufzunehmen. Die anderen Klassen konnten noch weitergeführt werden. An Ostern 1940 wurden sämtliche konfessionellen höheren Schulen in Württemberg geschlossen. Die Patres und Brüder, die noch nicht zum Wehrdienst eingezogen waren, wurden ins benachbarte Rentamt umquartiert. Ab August 1940 wurde das Kolleg durch die Wehrkreisverwaltung Stuttgart als Kriegsgefangenenlager verwendet. Das Schloss Wurzach wurde nun Teil des nationalsozialistischen Lagersystems. Über 800 Korsen wurden einquartiert. Ab November 1942 verfügte das württembergische Innenministerium die Verlegung von über 600 Zivilinternierten der Kanalinsel Jersey in die Räumlichkeiten des Kollegs. Die Schutzpolizisten übernahmen die Verwaltung. Im Juni 1945 wurden rund 800 sowjetische Gefangene, die hier auf ihren Abtransport in die Sowjetunion warten mussten, für wenige Wochen hier untergebracht.
Am 6. November 1945 eröffnete das Salvatorkolleg wieder und war damit die erste Schule in ganz Württemberg, die nach dem Krieg wieder ihre Pforten öffnete. 1954 überschritt die Schülerzahl die 300er-Grenze. 1959 wurden die Sporthalle und der Externenraum gebaut. 1965 brannte der Zeichensaal und der anliegende Musiksaal im Dachgeschoss, allerdings konnte ein größerer Schaden am Schloss verhindert werden. 1975 wurde der Neubau bezogen. Im Juni 1993 wurde das Internat geschlossen. Im August 1997 zog die Oberstufe ins Schloss.

## Ausbildungsausrichtung

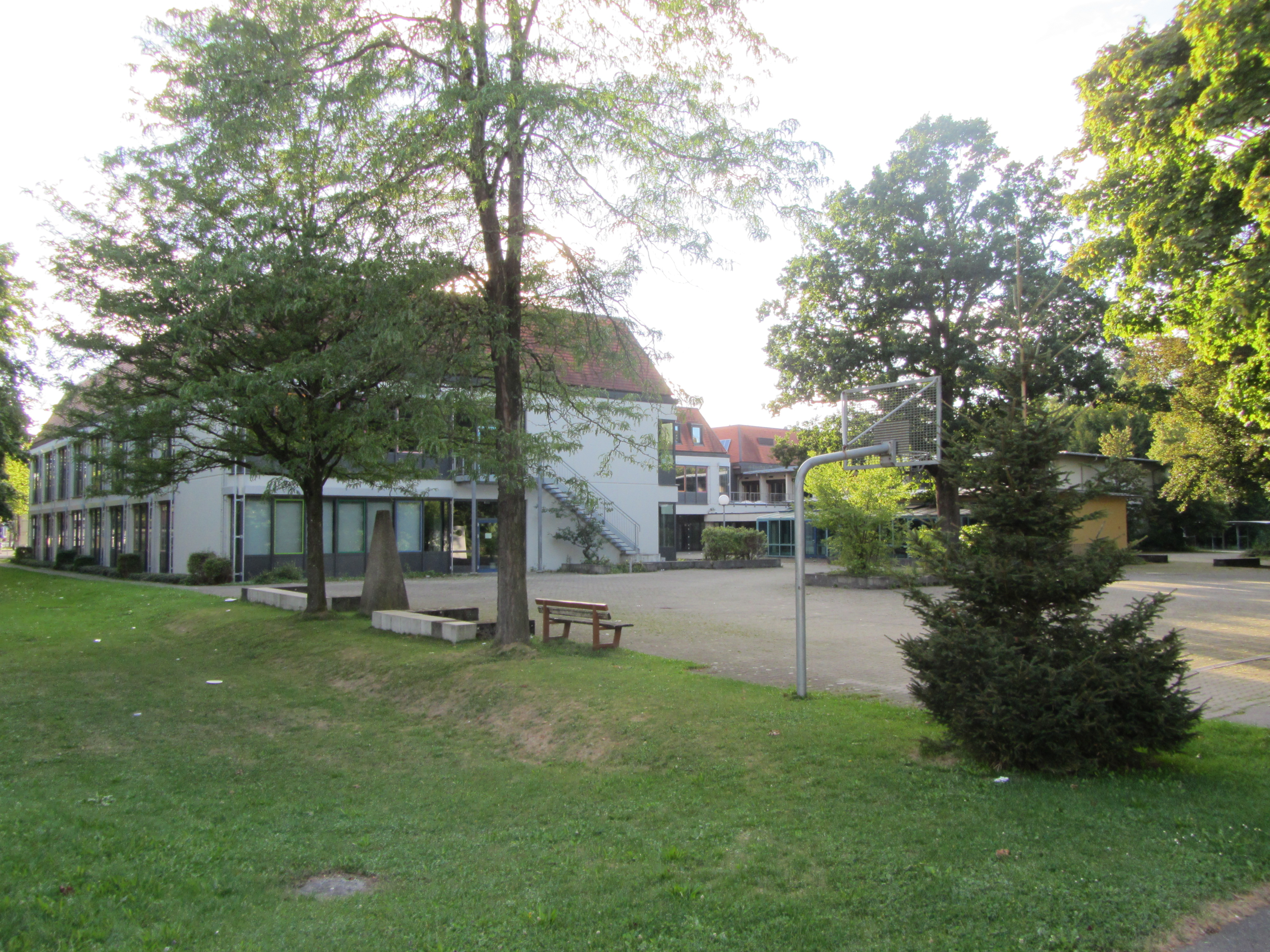
Neubau Salvatorkolleg 2012

Das Gymnasium bietet zwei Ausrichtungen im Rahmen eines achtjährigen Gymnasiums an.
1. Sprachliches Gymnasium (SG)
2. Naturwissenschaftlich-technologisches Gymnasium (NTG)

## Begabtenförderung
Aufgrund eines überdurchschnittlichen Potentials in den bisherigen schulischen Leistungen ist es möglich, dass der Schüler in die Form einer Begabtenförderung kommt. Dazu muss er aber eine schriftliche Bewerbung mit einem Exposé zum Grund der Kurswahl einreichen. Weiterhin wird mit ihm ein Bewerbungsgespräch, bei dem die Motive für die Teilnahme auf dem Hintergrund der sonstigen Aktivitäten (Freizeit, Hobbys) erörtert werden, durchgeführt. Das eigene Differenzierungsvermögen und die Selbsteinschätzung der Leistungsfähigkeit sind ebenfalls im Blick.

## Bekannte ehemalige Schüler
- Heiko Butscher, Fußballer
- Josef Dreier, Landtagsabgeordneter
- Winfried Fleck, Landtagsabgeordneter
- Dieter Hillebrand, Landtagsabgeordneter, Staatssekretär
- Michael Kuhn, Kriminalbeamter, Musiker, Komponist und Arrangeur
- Konstantin Maier, Kirchenhistoriker und Professor
- Hans Musch, Organist und Musikwissenschaftler
- Hermann Vogler, Oberbürgermeister von Ravensburg
- Alois Graf von Waldburg-Zeil und Trauchburg, Forstwirt und Bundestagsabgeordneter